# Тернавский, Артём Витальевич
Артём Витальевич Тернавский (род. 2 июня 1983, Магнитогорск, Челябинская область) — российский хоккеист, защитник. Мастер спорта России. Тренер.

## Биография
Воспитанник магнитогорского хоккея. Окончил Российский государственный университет физической культуры, спорта и туризма (РГУФК), специалист по физической культуре и спорту. В 2008 году там же защитил кандидатскую диссертацию «Педагогические условия реализации гуманистической направленности подготовки хоккеистов в спорте высших достижений».
Начал профессиональную карьеру в 1999 году в составе ХК ЦСКА. С 2000 года стал выступать в составе клуба QMJHL «Шербрук Касторс», который выбрал Тернавского в 1 раунде под общим 60 номером на драфте Канадской хоккейной лиги. Спустя год на драфте НХЛ он был выбран в 5 раунде под общим 160 номером клубом «Вашингтон Кэпиталз». Сразу после этого Тернавский отправился в тренировочный лагерь «столичных», однако, не сумев пробиться в основную команду, перед началом сезона 2001/02 вернулся в Россию, подписав контракт с клубом Высшей лиги «Мостовик».
Спустя год стал игроком новосибирской «Сибири», где в сезоне 2002/03 набрал 2 (1+1) очка в 42 матчах. Перед началом следующего сезона Тернавский получил предложение от магнитогорского «Металлурга», однако, проведя в его составе лишь два матча, перешёл в уфимский «Салават Юлаев», где провёл оставшиеся 12 матчей сезона. В следующем сезоне вернулся в Высшую лигу, заключив соглашение с нижегородским «Торпедо», однако уже после 16 проведённых матчей он перешёл в барнаульский «Мотор».
В 2005 году Тернавский отправился в Казахстан, подписав контракт с клубом «Казахмыс», в составе которого в том сезоне стал чемпионом страны. Перед началом следующего сезона стал игроком клуба «Казцинк-Торпедо», с которым повторил прошлогодний успех. После ещё одного периода в своей карьере, связанного с тюменским «Газовиком», 9 июля 2007 года Тернавский подписал контракт с новокузнецким «Металлургом», где в сезоне 2007/08 он набрал 13 (6+7) очков в 56 проведённых матчах.
Перед началом следующего сезона согласился на предложение ЦСКА, где также стал одним из основных защитников. Тем не менее, 28 мая 2009 года Тернавский был обменян обратно в новокузнецкий клуб на выбор в 1 раунде драфта КХЛ 2010 года. Однако, проведя в составе «кузни» лишь 14 матчей, 2 декабря расторг соглашение и подписал контракт с минским «Динамо». Но уже после двух проведённых матчей руководству пришлось отпустить Тернавского по его собственному желанию в чеховский «Витязь». В составе подмосковного клуба за полтора сезона набрал 6 (2+4) очков в 52 матчах.
23 июня 2011 года Тернавский заключил соглашение с ханты-мансийской «Югрой», однако, проведя в её составе лишь один матч, 18 октября был выставлен клубом на драфт отказов. 23 октября подписал контракт с мытищинским «Атлантом».
С 2017 года был тренером по ОФП хоккейного клуба «Куньлунь Ред Стар Хэйлунцзян». С октября 2018 года был ассистентом главного тренера Андрея Валерьевича Парфёнова.
Тренер в ООО «НХЦ», в 2020 году главный тренер команды НХЦ-2 (U-14).

### В сборной
В составе сборной России Артём Тернавский принимал участие в юниорском чемпионате мира 2001 года, на котором вместе с командой завоевал золотые награды, набрав 1 (0+1) очко в 6 проведённых матчах.

## Награды и звания
- Мастер спорта России.
- Чемпион мира среди юниоров 2001.
- Чемпион Казахстана (2): 2006, 2007.

## Статистика выступлений
|         |                    |                      | Регулярный сезон | Регулярный сезон | Регулярный сезон | Регулярный сезон | Регулярный сезон | Регулярный сезон | Плей-офф | Плей-офф | Плей-офф | Плей-офф | Плей-офф | Плей-офф |
| Сезон   | Команда            | Лига                 | Игр              | Г                | П                | Очк              | +/-              | Штр              | Игр      | Г        | П        | Очк      | +/-      | Штр      |
| ------- | ------------------ | -------------------- | ---------------- | ---------------- | ---------------- | ---------------- | ---------------- | ---------------- | -------- | -------- | -------- | -------- | -------- | -------- |
| 1999/00 | ХК ЦСКА            | Высшая лига          | 2                | 0                | 1                | 1                | --               | 0                | —        | —        | —        | —        | —        | —        |
| 2000/01 | Шербрук Касторс    | QMJHL                | 25               | 0                | 0                | 0                | --               | 44               | 3        | 0        | 0        | 0        | --       | 2        |
| 2001/02 | Мостовик           | Высшая лига          | 22               | 0                | 0                | 0                | +1               | 32               | —        | —        | —        | —        | —        | —        |
| 2002/03 | Сибирь             | Суперлига            | 42               | 1                | 1                | 2                | -3               | 20               | —        | —        | —        | —        | —        | —        |
| 2003/04 | Металлург Мг       | Суперлига            | 2                | 0                | 0                | 0                | --               | 0                | —        | —        | —        | —        | —        | —        |
| 2003/04 | Салават Юлаев      | Суперлига            | 12               | 0                | 0                | 0                | +3               | 4                | —        | —        | —        | —        | —        | —        |
| 2004/05 | Торпедо НН         | Высшая лига          | 16               | 0                | 1                | 1                | +1               | 18               | —        | —        | —        | —        | —        | —        |
| 2004/05 | Мотор              | Высшая лига          | 8                | 0                | 1                | 1                | -4               | 14               | —        | —        | —        | —        | —        | —        |
| 2005    | Казахмыс           | Кубок Казахстана     | 4                | 1                | 1                | 2                | +5               | 6                | —        | —        | —        | —        | —        | —        |
| 2005/06 | Казахмыс           | Чемпионат Казахстана | 17               | 1                | 1                | 2                | +6               | 12               | —        | —        | —        | —        | —        | —        |
| 2005/06 | Казахмыс           | Высшая лига          | 39               | 3                | 2                | 5                | --               | 26               | —        | —        | —        | —        | —        | —        |
| 2006/07 | Казцинк-Торпедо    | Чемпионат Казахстана | 14               | 3                | 2                | 5                | +4               | 12               | —        | —        | —        | —        | —        | —        |
| 2006/07 | Газовик            | Высшая лига          | 56               | 3                | 12               | 15               | +1               | 78               | 3        | 1        | 0        | 1        | -3       | 4        |
| 2007/08 | Металлург Нк       | Суперлига            | 56               | 6                | 7                | 13               | -15              | 46               | —        | —        | —        | —        | —        | —        |
| 2008/09 | ЦСКА               | КХЛ                  | 53               | 4                | 3                | 7                | +1               | 40               | 8        | 0        | 0        | 0        | -5       | 8        |
| 2009/10 | Металлург Нк       | КХЛ                  | 14               | 0                | 1                | 1                | -5               | 8                | —        | —        | —        | —        | —        | —        |
| 2009/10 | Динамо Минск       | КХЛ                  | 2                | 0                | 0                | 0                | +2               | 0                | —        | —        | —        | —        | —        | —        |
| 2009/10 | Витязь             | КХЛ                  | 11               | 0                | 1                | 1                | -1               | 10               | —        | —        | —        | —        | —        | —        |
| 2010/11 | Витязь             | КХЛ                  | 41               | 2                | 3                | 5                | +1               | 50               | —        | —        | —        | —        | —        | —        |
| 2011/12 | Югра               | КХЛ                  | 1                | 0                | 0                | 0                | 0                | 0                | —        | —        | —        | —        | —        | —        |
| 2011/12 | Атлант             | КХЛ                  | 17               | 0                | 1                | 1                | +2               | 12               | 3        | 0        | 0        | 0        | 0        | 6        |
| 2012/13 | Ганновер Скорпионс | DEL                  | 27               | 0                | 2                | 2                | -4               | 20               | —        | —        | —        | —        | —        | —        |
| 2013/14 | Адмирал            | КХЛ                  | 54               | 5                | 8                | 13               | -3               | 107              | 5        | 0        | 0        | 0        | -4       | 2        |
| 2014/15 | Югра               | КХЛ                  | 11               | 0                | 0                | 0                | -6               | 6                | —        | —        | —        | —        | —        | —        |
| 2014/15 | Торпедо            | КХЛ                  | 4                | 0                | 0                | 0                | -4               | 2                | —        | —        | —        | —        | —        | —        |
| 2014/15 | ТХК                | ВХЛ                  | 9                | 1                | 1                | 2                | -1               | 8                | 14       | 3        | 1        | 4        | -2       | 32       |
| 2015/16 | Рытиржи Кладно     | 1 лига               | 10               | 1                | 0                | 1                | 1                | 4                | 6        | 0        | 2        | 2        | 4        | 10       |

### Международная
| Турнир   | Место | Игр | Г | П | Очк | +/- | Штр |
| -------- | ----- | --- | - | - | --- | --- | --- |
| ЮЧМ-2001 |       | 6   | 0 | 1 | 1   | +2  | 4   |